# Steckenpferdreiten

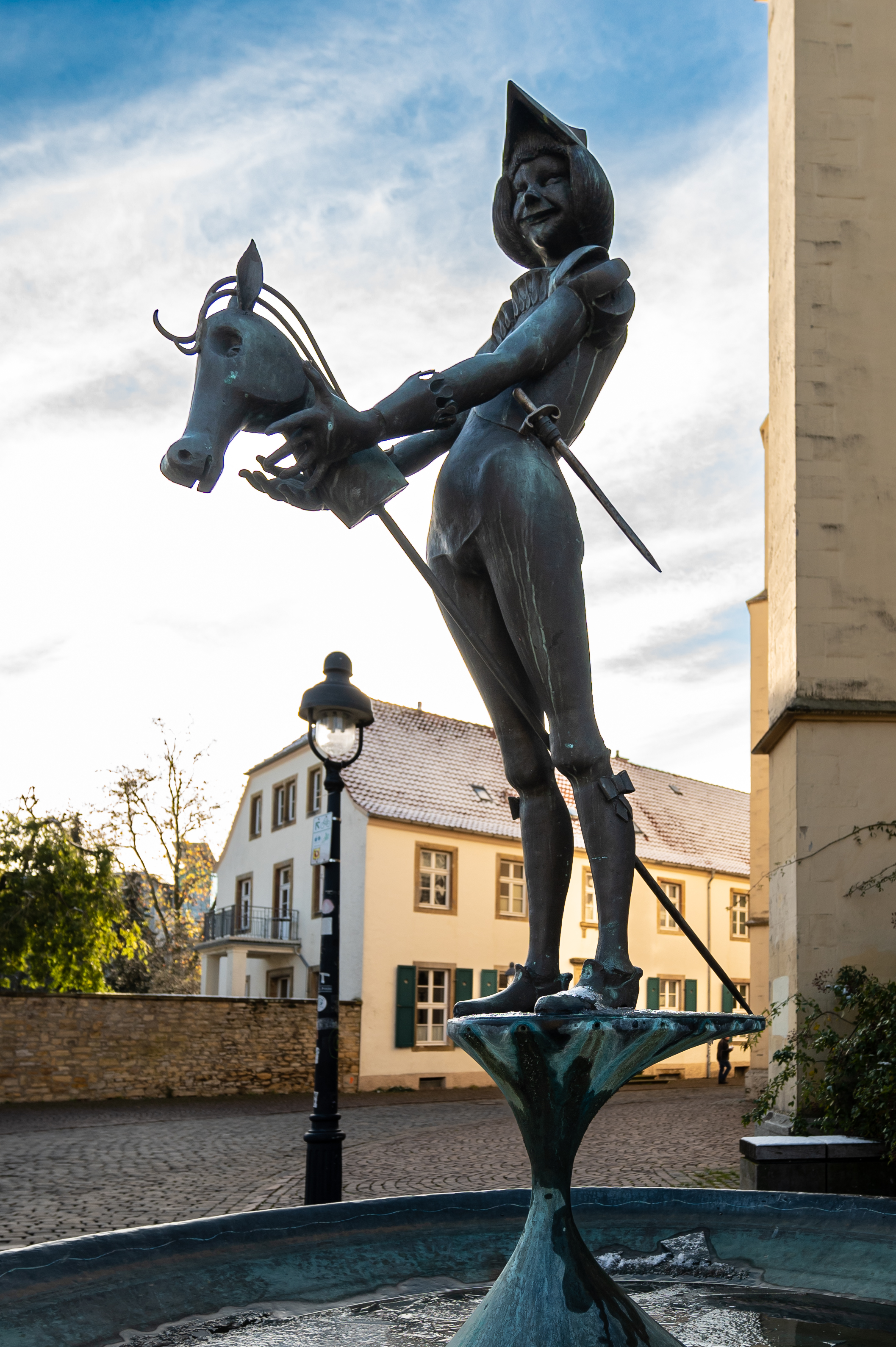
Steckenpferdreiter 2022 auf dem Platz hinter der Katharinenkirche

Das Steckenpferdreiten ist ein Brauch der niedersächsischen Stadt Osnabrück, der an den Friedensschluss von 1648 zu der Beendigung des Dreißigjährigen Kriegs erinnert.

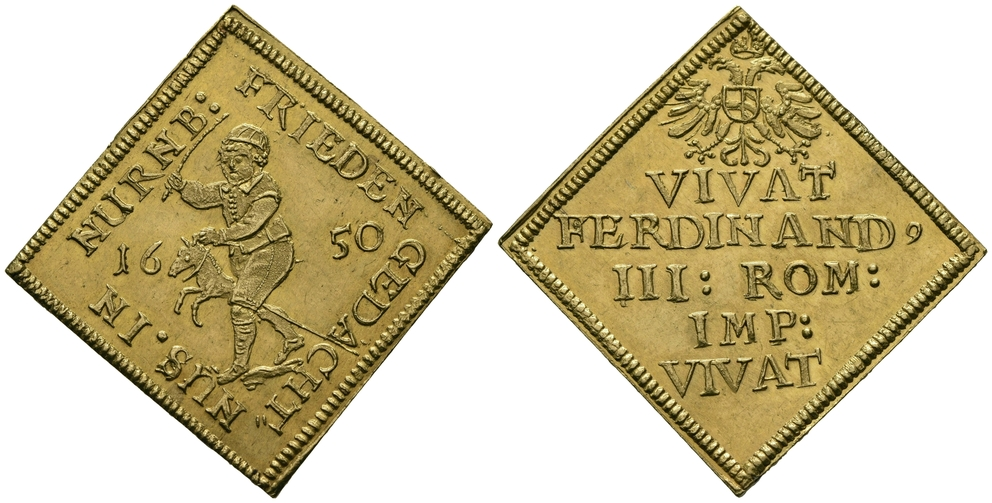
Reichsstadt Nürnberg, Steckenreiter, ein Goldabschlag (Dukaten) von den Stempeln der Silberklippe von 1650 auf den Westfälischen Frieden

Das Friedensfest fand  zum ersten Mal am 22. Oktober 1948 aus Anlass der 300-Jahr-Feier des in Osnabrück und Münster besiegelten Westfälischen Friedens statt. Seit 1953 reiten in jedem Jahr um den 25. Oktober, dem Tag der Verkündung des Friedens, Schülerinnen und Schüler der vierten Klasse aus Osnabrück mit Steckenpferden zum Rathaus. In den Anfangsjahren hatten nur Jungen teilgenommen. Der Umzug ist mit einem Kinderfest im Zentrum  der Altstadt verbunden.

## Geschichte
Der Brauch des Steckenpferdreitens in Osnabrück beruht auf einer Legende aus Nürnberg. Danach ritten dort 1650 während des Nürnberger Exekutionstags Jungen mit ihren Steckenpferden zu Fürst Ottavio Piccolomini, der die Delegation von Kaiser Ferdinand III. leitete, und baten ihn um ein Andenken an den Frieden. Dieser ließ historisch belegte quadratische Silbermünzen, die sogenannten Steckenreiter prägen, die auf einer Seite einen Jungen auf einem Steckenpferd zeigten.
Diese Legende griffen die Dichterinnen Clara von Dincklage-Campe und Emmy von Dincklage in ihrem Geschichtenbuch für die Jugend von 1875 auf und verlegten den Ort der Handlung nach Osnabrück. Auf Anregung des Osnabrücker Schriftstellers und Kulturhistorikers Ludwig Bäte wurde das Steckenpferdreiten zu einer Osnabrücker Tradition. Zunächst war es ein besonderes Vorrecht der Osnabrücker Jungen, wie es in der Heimatkunde für die Schulen der Stadt Osnabrück und des Osnabrücker Landes von 1956 hieß. Schließlich nahmen auch immer mehr Mädchen teil; seit Mitte der 70er Jahre wird das Steckenpferdreiten für alle Schüler der vierten Grundschulklassen Osnabrücks veranstaltet.
Die Kinder reiten mit selbst gebastelten Steckenpferden und bunten Papierhüten zum Rathaus von Osnabrück, in dessen historischem Rathaussaal der Friedensvertrag von 1648 unterzeichnet wurde. Der Zug wird von Stadtpfeifern angeführt. Die Kinder werden vom Oberbürgermeister der Stadt empfangen und auf der Rathaustreppe mit süßen Brezeln beschenkt. Für das Kinderfest wurde 1994 das Lied der Steckenpferdreiter komponiert, das mit der Zeile Wir Reiter ziehn durch Osnabrück und singen für den Frieden beginnt.
Beim Bau der Osnabrücker Stadthalle wurde 1980 der Steckenpferdreiter-Brunnen aus Bronze vor dem Gebäude aufgestellt, geschaffen 1978–1979 vom Osnabrücker Bildhauer Hans Gerd Ruwe. Wegen des Umbaus zur OsnabrückHalle wurde er dort abgebaut und restauriert. 2015 wurde die Brunnenanlage an der Katharinenkirche wieder aufgestellt.
Auch in der amerikanischen Stadt  Evansville (Indiana), zu der Osnabrück freundschaftliche Kontakte pflegt, wurde 1998 im 350. Jahr der Wiederkehr des Westfälischen Friedens ein Steckenpferdreiten beim Oktoberfest der deutschstämmigen Bevölkerung veranstaltet. Dazu reisten Schüler aus Osnabrück nach Evansville. Im Oktober 2006 beteiligten sich mehr als 1400 Kinder aus Osnabrück und deren türkischer Partnerstadt Çanakkale  am Steckenpferdreiten.
Vom 6. Oktober bis 29. Oktober 2004 wurde im Dreikronenhaus in Osnabrück die Ausstellung „Zur Geschichte des Osnabrücker Steckenpferdreitens“ gezeigt.

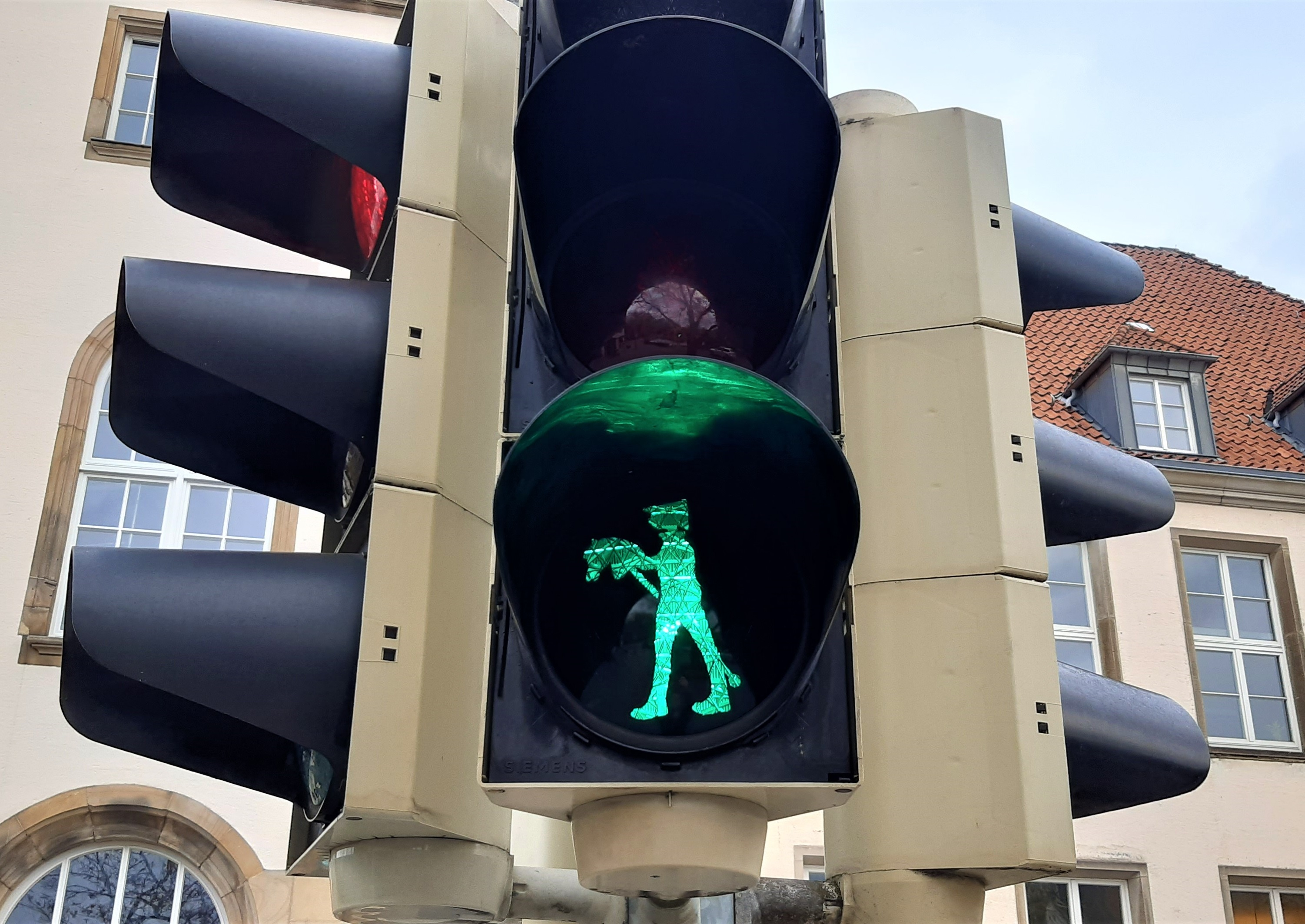
Steckenpferdreiter-Ampel an der Alten Münze

Im Oktober 2020 wurde eine Ampel an der Kreuzung Alte Münze/Kamp in Osnabrück mit Steckenpferdreitern als Ampelmännchen ausgestattet.
Wegen der Covid-19-Pandemie wurde das Steckenpferdreiten 2020 zum ersten Mal in seiner Geschichte abgesagt. Anfang Juli 2021 wurde es für die Viertklässler des Vorjahres nachgeholt, aufgeteilt auf Termine an drei Tagen.
Anstelle eines Wimpels übergibt der Fußballverein VfL Osnabrück seit Oktober 2021 den Gastmannschaften nach Heimspielen im Stadion Bremer Brücke ein Miniatur-Steckenpferd, das von der Heilpädagogischen Hilfe Osnabrück handgefertigt wurde. Der VfL Osnabrück möchte mit der Aktion ein Stück Stadt- und Vereinstradition übermitteln.